# 哈薩克21歲以下國家足球隊
哈薩克21歲以下國家足球隊（Kazakhstan national under-21 football team，簡稱哈薩克U21）是哈萨克斯坦的21歲以下國家足球代表隊，由哈萨克斯坦足球协会組織，為1991年苏联解体後分裂出來的球隊之一，參加每兩年舉辦一次的歐洲U-21足球錦標賽。

## 競賽歷史
哈薩克U21自2002年由亞洲足協移籍歐洲足協後，參加歐洲U-21足球錦標賽至今仍未曾晉級決賽週。

### 歐青盃歷屆成績
| 年度   | 主辦國   | 冠軍     | 成績             |
| ------ | -------- | -------- | ---------------- |
| 1978年 | 主客制   | 南斯拉夫 | 隸屬蘇聯         |
| 1980年 | 主客制   | 蘇聯     | 隸屬蘇聯         |
| 1982年 | 主客制   | 英格蘭   | 隸屬蘇聯         |
| 1984年 | 主客制   | 英格蘭   | 隸屬蘇聯         |
| 1986年 | 主客制   | 西班牙   | 隸屬蘇聯         |
| 1988年 | 主客制   | 法國     | 隸屬蘇聯         |
| 1990年 | 主客制   | 蘇聯     | 隸屬蘇聯         |
| 1992年 | 主客制   | 義大利   | 隸屬蘇聯         |
| 1994年 | 法國     | 義大利   | 仍為亞洲足協成員 |
| 1996年 | 西班牙   | 義大利   | 仍為亞洲足協成員 |
| 1998年 | 羅馬尼亞 | 西班牙   | 仍為亞洲足協成員 |
| 2000年 | 斯洛伐克 | 義大利   | 仍為亞洲足協成員 |
| 2002年 | 瑞士     | 捷克     | 仍為亞洲足協成員 |
| 2004年 | 德国     | 義大利   | 仍為亞洲足協成員 |
| 2006年 | 葡萄牙   | 荷蘭     | 外圍賽出局       |
| 2007年 | 荷蘭     | 荷蘭     | 外圍賽初賽出局   |
| 2009年 | 瑞典     | 德國     | 外圍賽出局       |
| 2011年 | 丹麦     |          |                  |

## 歷任主教練
- Oyrat Saduov (2004)
- Anton Shokh (2005)
- Anton Joore (2006)
- 胡哈·马利宁（Juha Malinen，2007年）
- Anton Joore (2008)
- Evgeni Jarovenko (2008)
- 伯恩特·斯托里克（Bernd Storck，2008-現在）

## 外部連結
- 歐洲足協U-21網站（页面存档备份，存于）
- RSSSF：歐青盃全紀錄（页面存档备份，存于）